# 3-イソプロピルリンゴ酸デヒドラターゼ
3-イソプロピルリンゴ酸デヒドラターゼ(3-Isopropylmalate dehydratase、EC 4.2.1.33)は、ロイシンの生合成の過程で、脱水により2-イソプロピルリンゴ酸から3-イソプロピルリンゴ酸への異性化を触媒するアコニターゼのホモログである。